# Eurema
Eurema é um género de borboletas da família Pieridae.

## Descrição
As espécies do género Eurema distribuem-se por uma vasta área que se estende desde a Ásia, África, Austrália e Oceânia, até ao Novo Mundo. A espécie-tipo é Eurema daira.
Existem mais de 70 espécies no género, mas mais de 300 nomes sinónimos foram aplicados a diversas espécies, criando uma complexa sinonímia que ainda não se encontra completamente resolvida. Algumas espécies, como a africana Eurema hecabe  têm mais de 80 sinónimos taxonómicos. O próprio género tem mais de 15 sinónimos genéricos juniores. Este é o preço de ser um táxon generalizado, bem como um táxon com uma distribuição zoo-geográfica complexa.

## Taxonomia
Na sua presente circunscrição taxonómica, o género Eurema inclui as seguintes espécies:
- Eurema ada (Distant & Pryer, 1887)
- Eurema alitha (C.& R. Felder, 1862)
- Eurema andersonii (Moore, 1886)
- Eurema beatrix (Toxopeus, 1939)
- Eurema blanda (Boisduval, 1836)
- Eurema brigitta (Stoll, [1780])
- Eurema candida (Stoll, [1782])
- Eurema celebensis Wallace, 1867
- Eurema desjardinsii (Boisduval, 1833)
- ?Eurema ecriva (Butler, 1873)
- Eurema esakii Shirôzu, 1953
- Eurema floricola (Boisduval, 1883)
- ?Eurema halmaherana Shirôzu & Yata, 1981
- Eurema hapale (Mabille, 1882)
- Eurema hecabe (Linnaeus, 1758)
- Eurema herla (Macleay, 1826)
- ?Eurema hiurae Shirozu & Yata, 1977
- Eurema lacteola (Distant, 1886)
- Eurema laeta (Boisduval, [1836])
- Eurema lombokiana Fruhstorfer, 1897
- Eurema mandarinula (Holland, 1892)
- Eurema mentawiensis Corbet, 1942
- Eurema novapallida Yata, 1992
- Eurema nilgiriensis Yata, 1990
- Eurema puella (Boisduval, 1832)
- Eurema regularis (Butler, 1876)
- Eurema sari (Horsfield, [1829])
- Eurema sarilata Semper, 1891
- Eurema senegalensis Boisduval, [1836]
- Eurema simulatrix (Semper, 1891)
- Eurema smilax (Donovan, 1805)
- Eurema tilaha (Horsfield, [1829])
- Eurema nicevillei (Butler, 1898)
- Eurema timorensis Shirôzu & Yata, 1977
- Eurema tominia (Vollenhoven, 1865)
- Eurema upembana (Berger, 1981)
- Eurema zamida (Fruhstorfer, 1908)

Grupo de espécies:
- Eurema adamsi (Lathy, 1898)
- Eurema agave (Cramer, [1775])
- Eurema albula (Cramer, [1776])
- Eurema amelia (Poey, [1832])
- Eurema arbela Geyer, [1832]
- Eurema daira (Godart, [1819]) (espécie-tipo)
- Eurema deva (Doubleday, 1847)
- Eurema elathea  (Cramer, [1777])
- Eurema fabiola (C. & R. Felder, 1861)
- Eurema lirina (Bates, 1861)
- Eurema lucina (Poey, [1852])
- Eurema mexicana (Boisduval, [1836])
- Eurema nigrocincta Dognin, 1889
- Eurema paulina (Bates, 1861)
- Eurema phiale (Cramer, [1775])
- Eurema reticulata (Butler, 1871)
- Eurema salome (C. & R. Felder, 1861)
- Eurema tupuntenem Lichy, 1976
- Eurema xantochlora (Kollar, 1850)

Grupo de espécies abaeis:
- Eurema nicippe (Cramer, [1779])
- Eurema nicippiformis Munroe, 1947

Grupo de espécies pyrisitia:
- Eurema chamberlaini Butler, 1897
- Eurema dina (Poey, 1832)
- Eurema euterpiformis Munroe, 1947
- Eurema leuce (Boisduval, 1836)
- Eurema lisa (Boisduval & Leconte, 1829)
- Eurema messalina (Fabricius, 1787)
- Eurema nise (Cramer, [1775])
- Eurema portoricensis (Dewitz, 1877)
- Eurema proterpia (Fabricius, 1775)
- Eurema pyro (Godart, 1819)
- Eurema venusta (Boisduval, 1836)

Grupo de espécies teriocolias:
- Eurema zelia (Lucas, 1852)

Grupo de espécies não identificado
- Eurema doris (Röber, 1909)
- Eurema irena Corbet & Pendlebury, 1932
- Eurema ormistoni (Watkins, 1925)
- Eurema raymundoi (D'Almeida, 1928)
- Eurema tondana (Felder, C & R Felder, 1865)

## Galeria

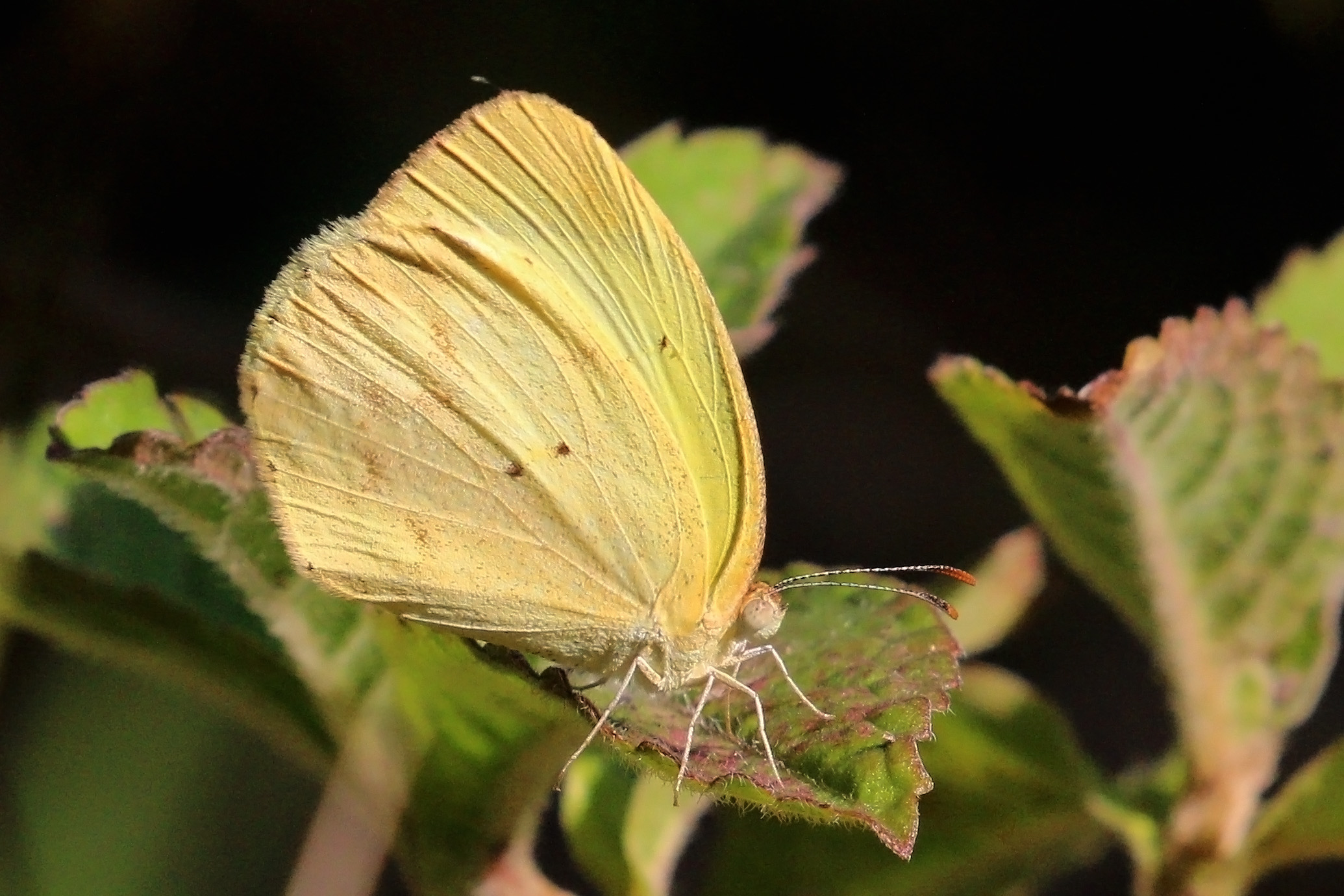
E. elathea obsoleta
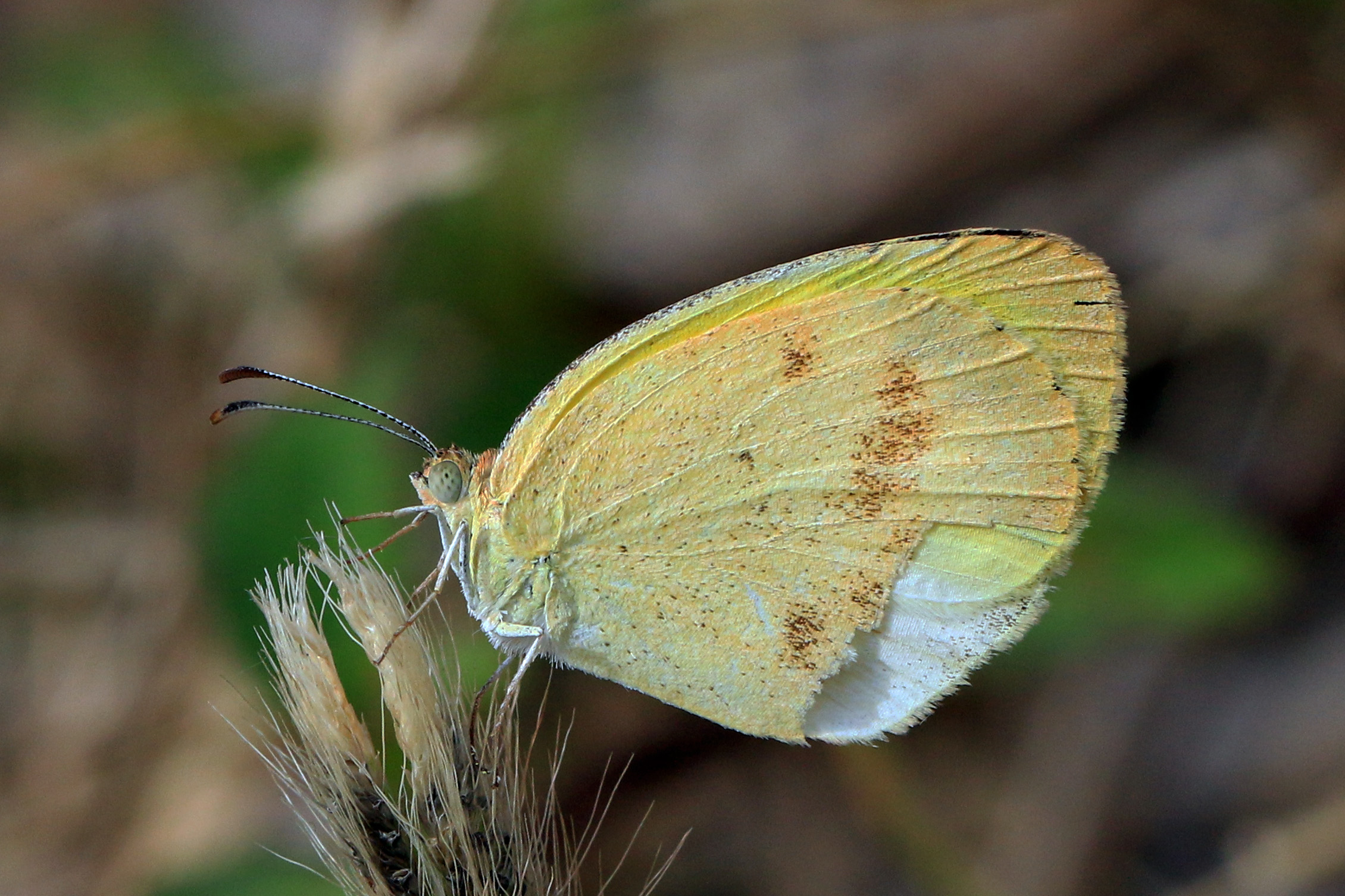
E. elathea elathea
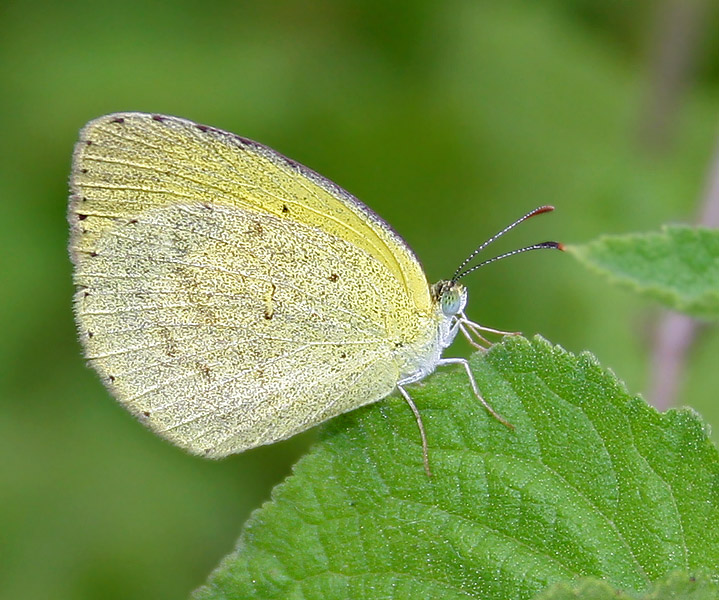
E. brigitta
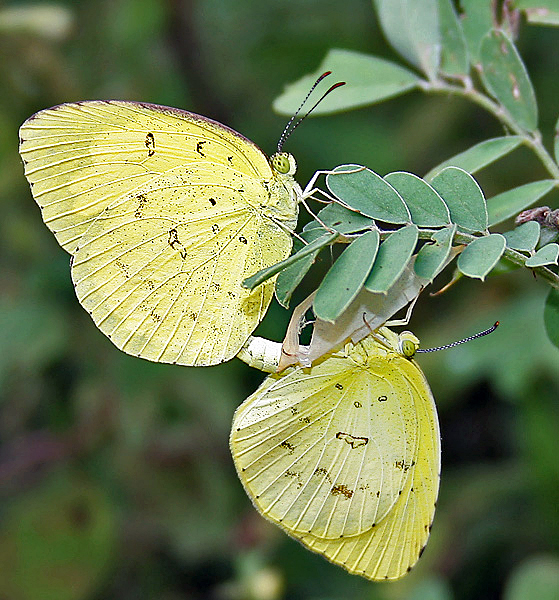
E. hecabe
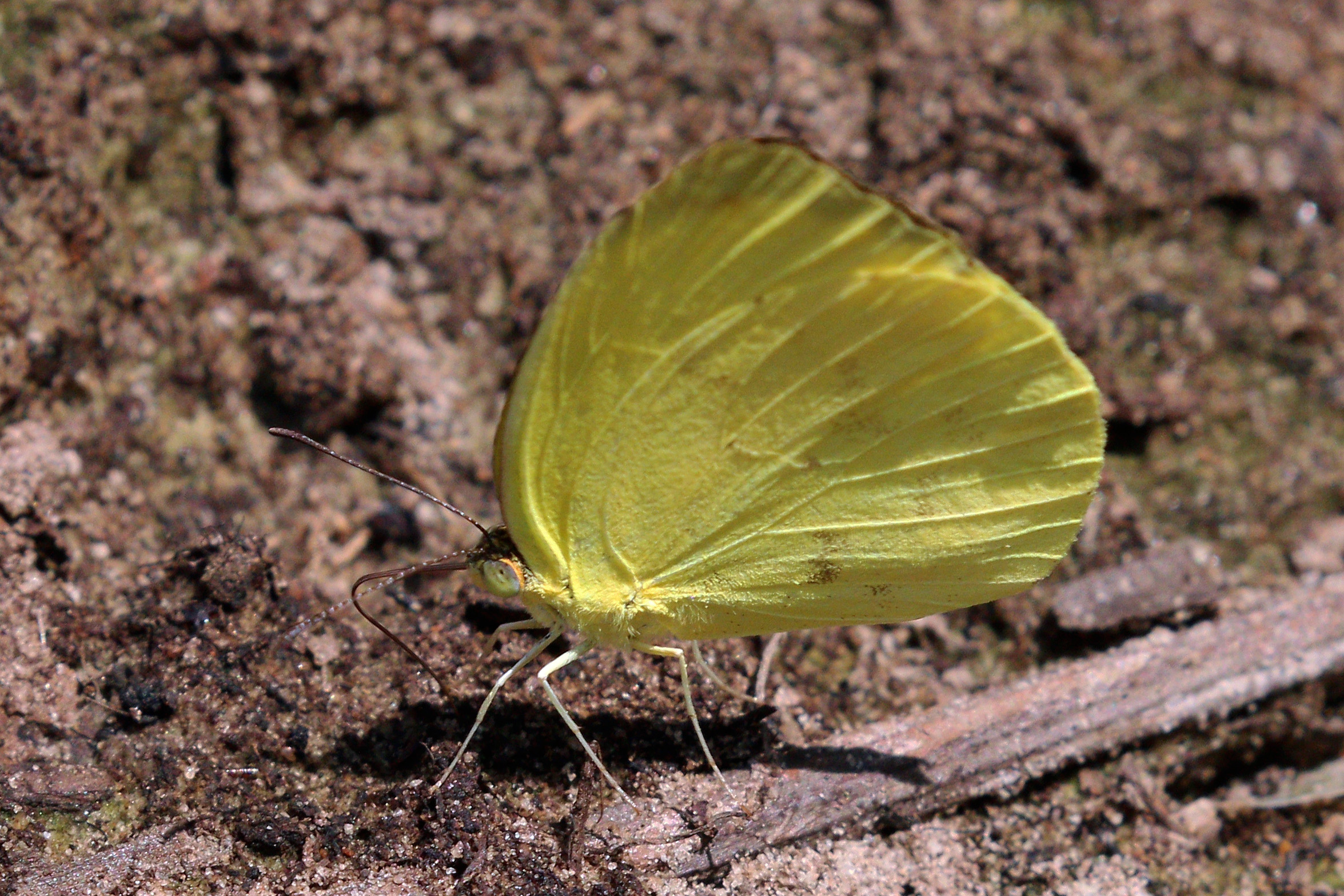
E. venusta